# Tatikios
Tatikios o Taticius (1045 circa – dopo il 1099) è stato un generale bizantino durante il regno di Alessio I Comneno. Il suo nome è reso anche come: Tetigus, Tatizius, Tatitius, Tatic, o Tetig.

## Biografia
Le cronache ci dicono, che il padre di Tatikios era un "saraceno", che probabilmente significa che era un turco selgiuchide, catturato dal padre di Alessio I, Giovanni Comneno, che l'aveva portato nella sua casa, per usarlo come schiavo. Tatikios e Alessio crebbero insieme, e da quel momento Tatikios è descritto come un oikogenes di Alessio (ossia, "dalla stessa casata").

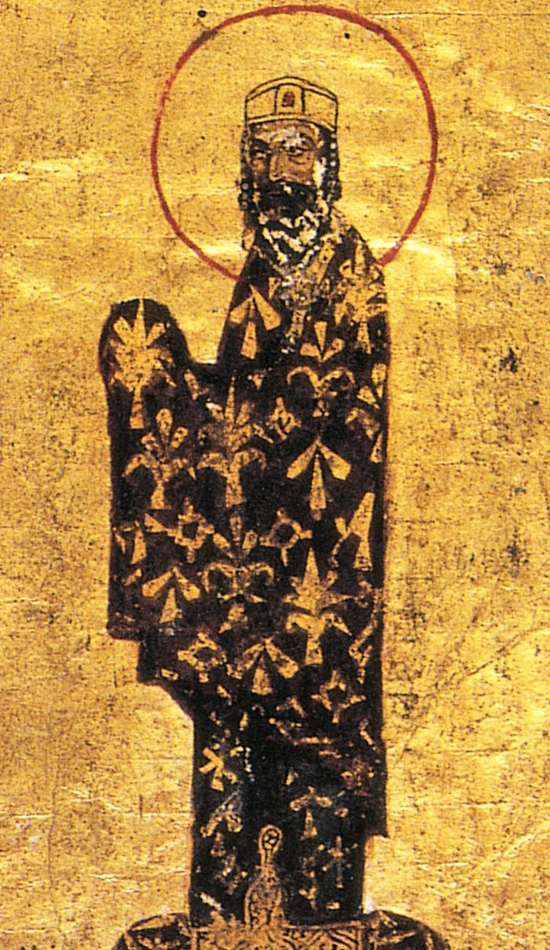
Alessio I Comneno, fu caro amico di Tatikios, i due crebbero insieme.

Nel 1078, prima che Alessio fosse imperatore, Tatikios accompagnò Alessio in battaglia contro il suo rivale Basilacius e scoprì un piano per un agguato ai danni di Alessio, che fu sventato proprio grazie a lui. Quando nel 1081 Alessio divenne imperatore di Bisanzio, nominò Tatikios grande primicerius della famiglia imperiale. Sempre nello stesso anno, Tatikios combatté nella battaglia di Durazzo, infatti le cronache ci riportano che Tatikios prese il comando dei "Turchi che vivono intorno a Ochrida", che in realtà erano probabilmente Magiari.
Nel 1086 l'imperatore affidò a Tatikios la delicata missione di riconquistare Nicea, la più importante città bizantina in Anatolia, caduta nelle mani dei turchi Selgiuchidi nel 1077, ma l'impresa sì complicò e Tatikios fu costretto a ritirarsi, visto che gli venne notizia che i Selgiuchidi stavano per ricevere un grande rinforzo di soldati. Ma il basileus Alessio I non perse la speranza di poter riconquistare Nicea, infatti diede un esercito più forte al fidato Tatikios, rimandandolo a conquistare la città, avendo in più ottenuto l'assistenza navale di Manuele Boutoumites. I due generali, riuscirono a sconfiggere il governatore di Nicea, Abu l-Qasim, in una battaglia in Bitinia ma, nonostante il successo, non riuscirono a prendere la città. 
Verso la fine del 1086 fu inviato da Alessio a lottare contro i Peceneghi, che erano "eretici" manichei, ribellatisi al potere imperiale, avendo come nucleo di rivolta la città di Filippopoli. Nel 1087 Tatikios, comandò l'ala destra dello schieramento bizantino nella battaglia di Drista, contro i Peceneghi, e nel 1090 sconfisse una piccola forza di 300 Peceneghi mentre conduceva a Archontopouloi una tagma.
Nei primi mesi del 1094 divenne una delle guardie fidate della tenda di Alessio a Pentegostis. Qui venne a conoscenza, di un complotto ai danni dell'Imperatore, guidato da Niceforo Diogene, figlio del ex imperatore Romano IV Diogene. Niceforo era un vecchio amico sia di Alessio sia di Tatikios, difatti l'imperatore era riluttante nel punirlo, ma era chiaro che Niceforo era ambizioso e che voleva il trono per sé. L'Imperatore, infine, ordinò che Niceforo fosse esiliato e ordinò che fosse accecato. Verso la fine dello stesso anno prese parte al Sinodo delle Blacherne, che condannò il vescovo Leone di Calcedonia, presumibilmente perché osteggiava il potere di Alessio.

L'Asia Minore nel 1097.

Nel 1095 Tatikios accompagnò Alessio nella sua campagna contro i Cumani. Nel 1096 difese Costantinopoli da alcuni sconsiderati crociati che attaccarono la capitale bizantina dopo il loro arrivo. Nel 1097 Tatikios, insieme con Tzitas e 2000 peltasti, fu inviato dall'imperatore a Nicea, per assistere i crociati nel loro assedio della città. Secondo il cronista crociato Alberto di Aquisgrana, Tatikios agì come un inviato dei turchi Selgiuchidi, ma secondo la ben più affidabile cronaca bizantina di Anna Comnena, figlia di Alessio, Tatikios stava lavorando insieme a Manuele Boutoumites per negoziare la resa della città di Nicea, senza che i crociati ne fossero a conoscenza. Quando la mattina del 19 giugno sopra le torri di Nicea sventolavano i vessilli bizantini, i crociati si sentirono traditi dai loro alleati; in realtà i Bizantini avevano solo evitato una carneficina, permettendo ai Turchi di ritirarsi. Ma tutto ciò provocò una profonda spaccatura tra i soldati crociati e quelli bizantini.
Tuttavia, Tatikios accompagnò i crociati in tutta l'Asia Minore, sia come guida per i crociati, sia anche per garantire che qualsiasi territorio catturato fosse restituito all'Impero bizantino, come era stato giurato dai comandanti della crociata. 
Dopo aver lasciato Nicea, l'esercito dei crociati si divise in due gruppi: Tatikios accompagnò gli eserciti normanni (guidati dal figlio di Roberto il Guiscardo, Boemondo di Taranto, da Tancredi, nipote di Boemondo, e da Roberto II di Normandia) e dal fiammingo (Roberto II di Fiandra). Le Gesta Francorum et aliorum Hierosolymitanorum ci ricordano che Tatikios mise molte volte in guardia i crociati della ferocia dei Turchi.
Durante l'assedio di Antiochia, Raimondo di Aguilers scrive che Tatikios informò i crociati di impadronisrsi delle colture e degli animali nella campagna circostante ad Antiochia, prima di attaccare la città stessa, in modo da evitare loro una carestia (questo consiglio però fu scioccamente ignorato). Nel febbraio del 1098 Tatikios abbandonò l'assedio; secondo Anna Comnena, che probabilmente parlò con Tatikios personalmente o aveva avuto accesso ai suoi rapporti, Tatikios fu informato da Boemondo che gli altri crociati non avevano più fiducia in lui, perciò la sua vita era in pericolo. Boemondo poi diffuse la voce che Tatikios era un vigliacco e un traditore ed era fuggito con l'esercito bizantino senza voler tornare, nonostante le sue promesse di riportare rinforzi da Costantinopoli. Le cronache crociate si riferiscono a Tatikios come un grande nemico e un bugiardo, (periurio manet et manebit, secondo la Gesta Francorum); Anna, invece smentisce tutto ciò che dicono le cronache crociate, forse anche influenzata dal suo profondo pregiudizio contro Boemondo, che fu sempre un nemico di suo padre e dei Bizantini.
Nell'aprile del 1099 Tatikios e il mercenario normanno Landulf furono nominati ammiragli e messi a capo di una flotta inviata da Costantinopoli per affrontare delle navi pisane che trasportavano crociati, i quali avevano saccheggiato le coste dell'Impero. Questa flotta, dotata di fuoco greco, finì per incrociare al largo della costa della Cilicia e della Siria, ed entrò in conflitto con i Pisani e, negli anni successivi, con i Genovesi, anch'essi ostili ai Bizantini.
Secondo i cronisti crociati, Tatikios, aveva il naso mutilato; le mutilazioni del viso era un comune punizione bizantina per i traditori, ma questo non sembra essere stato il caso di Tatikios, che probabilmente perse il naso in battaglia. Secondo Guiberto di Nogent, Tatikios aveva, al posto del naso, una protesi d'oro. Contrariamente a quanto i crociati dissero di lui, Anna Comnena lo descrive come "un valoroso combattente, un uomo che ha mantenuto la testa, durante la lotta anche in condizioni estreme", e "un abile oratore e un potente uomo d'azione". Anna racconta anche la storia che Tatikios e Alessio giocavano insieme a polo, e che una volta il generale, disarcionato dal suo cavallo, sarebbe rovinato addosso all'Imperatore. Alessio sì ferì il ginocchio sinistro e successivamente fu colpito da un attacco di gotta. Anna non menziona la data di questo incidente, ma si sa di un ritiro di Alessio in una campagna contro i Turchi nel 1110 circa.

## Famiglia
Sebbene l'ufficio di grande primicerius fosse solitamente detenuto da un eunuco, sembra che Tatikios abbia avuto discendenti, che furono membri di una famiglia nobile e potente del XII secolo. Tra questi vi fu un altro generale di Manuele I Comneno.